# 凯奈谢伊·克里斯蒂安
凯奈谢伊·克里斯蒂安（匈牙利語：Kenesei Krisztián，1977年1月7日—），或译科内塞·克里斯蒂安，是一名匈牙利足球运动员，司职前鋒，目前效力匈甲球队帕波。

## 足球生涯
凯奈谢伊在MTK布達佩斯開始了他的職業生涯，他在那裡效力了9年。然後他轉到吉奥利ETO和沙勒格斯基，2003年8月25日，他加盟中超球會北京國安。2003賽季結束後，球隊與他簽了3年合約。科內塞在這段期間曾被借回吉奥利ETO。
2007年1月，他加盟華沙斯，2007年7月30日，他簽署了意乙升班馬阿韋利諾。2008/09賽季，他加盟哈拉德斯。

### 國際賽生涯
凯奈谢伊曾是匈牙利國腳，但在2006年之後，他回到中國後，他再沒有收到任何徵召。科內塞曾在2004年歐國杯預選賽上陣7場比賽。

## 榮譽
- 匈甲: 1997, 1999, 2002, 2003
- 匈牙利盃: 1997, 1998
- 中國超級盃: 2004
- 匈牙利聯賽神射手: 2003

## 連結
- 凯奈谢伊·克里斯蒂安 – FIFA國際賽競賽紀錄 (存檔)
- 凯奈谢伊·克里斯蒂安在National-Football-Teams.com的資料
- Profile at Sina（页面存档备份，存于） （中文）
- Profile at gazzetta.it（页面存档备份，存于） （意大利文）